# Michael Roscher (Sportmoderator)
Michael Roscher (* 20. März 1973 in Mödling) ist ein österreichischer Sportmoderator und -kommentator beim ORF.

## Leben und Karriere
Roscher maturierte 1992 am Don Bosco Gymnasium Unterwaltersdorf. Er studierte von 1992 bis 1995 an der Universität Wien Publizistik und Kommunikationswissenschaften sowie Psychologie, schloss das Studium aber nicht ab.
Parallel absolvierte er beim ORF eine Ausbildung zum Radio- und Fernsehjournalismus, wo er 1992 im Landesstudio Niederösterreich als Unterhaltungsmoderator begann und dann als Journalist tätig war. Seit 2001 ist er dort in der ORF-TV-Sportredaktion. Seit 2004 kommentiert er außerdem Skispringen, Ski Nordisch, Fußball (z. B. die Fußball-Europameisterschaft 2016 und die Fußball-Weltmeisterschaft 2018), Tischtennis und Reitsport beim Sender.
Roscher ist verheiratet und hat vier Kinder.

## Preise
- 1992: Sieger beim Moderatorenwettbewerb von Radio Niederösterreich
- 2010: Journalistenpreis der Sports Media Austria in der Kategorie „TV/Radio“ für den ORF-Beitrag Im Abseits[2][3]
- 2023: Romy in der Kategorie Sport[4]